# Nastja Kamenskich

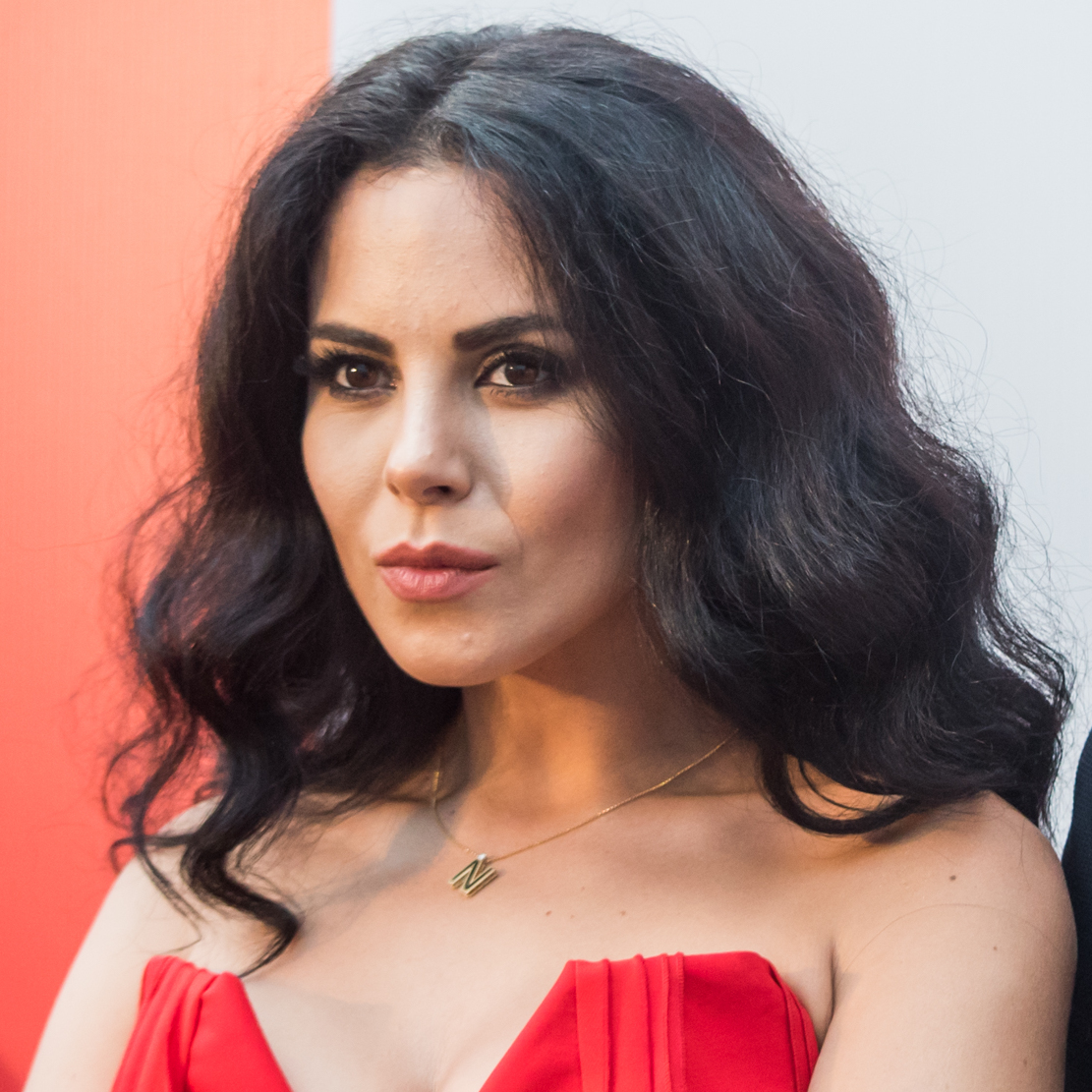
Nastja Kamenskich (2017)

Anastassija Alexejewna Kamenskich (ukrainisch Анастасія Олексіївна Каменських, russisch Анастаси́я Алексе́евна Каме́нских; * 4. Mai 1987 in Kiew) ist eine ukrainische R&B- und Hip-Hop-Künstlerin, die hauptsächlich auf Russisch singt.

## Leben und Karriere
Die in der ukrainischen Hauptstadt Kiew geborene Nastja Kamenskich ist die Tochter von Oleksij Schmur (†) und seiner Frau Lidija Kamenskich. Schon früh war die Ukrainerin mit Tanz, Ballett und Vokalmusik vertraut.
Als Sechsjährige wurde sie von ihren Eltern nach Frankreich geschickt, wo es ihr nicht besonders gefiel. Danach lebte sie sieben Jahre lang in Italien. Während dieser Zeit lernte sie die italienische Sprache, die sie seitdem fließend beherrscht.
Sie schloss in Kiew das Gymnasium ab und ging danach zum Ukrainisch-Amerikanischen Humanitären Institut der USA in der Ukraine, wo sie einen Hochschulabschluss in Ökonomie bekam.

## Musikalische Karriere
Im Jahr 2004 trat Kamenskich beim Festival „Schwarzmeer-Spiele“ auf. Hier machte sie die Öffentlichkeit zum ersten Mal auf ihr gesangliches Talent aufmerksam. Im darauffolgenden Jahr wurde ihr der UBN Award in London verliehen.
Danach unterzeichnete sie einen Künstlervertrag bei der ukrainischen Plattenfirma Music-Motors. Hier lernte sie den ukrainischen HipHop-Künstler Potap kennen, mit dem sie bis heute gemeinsam auftritt. Gemeinsam mit Potap gewann sie im Jahr 2007 einen Musikwettbewerb in Sotschi und erlangte so Beliebtheit unter den russischen Jugendlichen. Ihr gemeinsames Lied „Ne para“ (deutsch Kein Paar) wurde zu einem Riesenerfolg in Russland, der Ukraine und zahlreichen anderen Ländern.

## Privates
Nastja Kamenskich spricht fließend Ukrainisch, Russisch, Englisch und Italienisch.
Im Jahr 2008 ließ sich Anastasija Kamenskich für den Playboy fotografieren. Im Jahr 2009 erhielt sie eine Auszeichnung beim ukrainischen Schönheitswettbewerb Viva!.

## Diskografie als Potap & Nastya (Потап и Настя)

### Alben
- 2008: Не пара
- 2009: Не люби мне мозги
- 2013: Всё пучком
- 2015: Щит и Мяч

### Live-Alben
- 2016: Золотые киты - 10 лет (Live in Kiev)

### EPs
- 2013: Не могу я без тебя

### Singles (Auswahl)
- 2008: Не Пара
- 2008: Почему
- 2008: Крепкие Орешки
- 2008: В Натуре
- 2009: Не люби мне мозги
- 2011: Чумачечая весна
- 2011: Мы отменяем К.С.
- 2011: Не хватило воздуха
- 2012: РуРуРу
- 2013: Всё пучком
- 2013: Если Вдруг
- 2013: Вместе
- 2015: Бумдиггибай
- 2015: Стиль Cобачки (mit Byanka)
- 2016: Умамы
- 2016: Я......Я

## Diskografie (als NK)

### Studioalben
- 2017: Xmas with NK
- 2018: No Komments
- 2020: Ecléctica
- 2021: Красное Вино

### Live-Alben
- 2024: Live in Kyiv

### EPs
- 2023: Хіти UA
- 2024: Cachaça
- 2024: Linda y Chula

### Singles (Auswahl)
- 2005: Kakaya raznitsa
- 2016: Абнимос/Досвидос (feat. Nadija Dorofjejewa)
- 2017: #etomoyanoch
- 2018: Дай мне
- 2018: Тримай
- 2018: LOMALA
- 2018: Peligroso
- 2018: Попа Как У Ким
- 2019: Peligroso Remix (feat. De La Ghetto)
- 2019: Обіцяю
- 2019: Elefante
- 2020: Lollipop
- 2020: A Huevo
- 2021: Красное Вино
- 2021: Почуття
- 2021: Sorry 2 (mit Demchuk)
- 2022: Я - Україна
- 2022: Коли мине війна
- 2022: Кришталь
- 2022: Там у тополі (mit Artem Pywowarow)
- 2023: Душа

## Musikvideos

### Als Potap & Nastya (Потап и Настя)
- Bez lyubvi (2006)
- Ne para (2007)
- Krepkie oreshki (2007)
- V nature (2007)
- Razgulyai (2008)
- Na rayone (2008)
- Pochemu (2008)
- Ne lyubi mne mozgi (2009)
- Novyi god (2009)
- Cry me a river (2010)
- Leto (2010)
- Vykrutasy (2011)
- Chumachechaya Vesna (2011)
- My otmenyaem K.S (2011)
- Esli vdrug (2011)
- Prilileto (2012)
- Uleleto (2012)
- Awesome Summer (2012)
- RuRuRu (2013)
- Vmeste (2013)
- Vsio puchkom (2013)
- Udi Udi (2014)
- Bumdigigibye (2015)
- Stil' sobachki (feat. Byanka) (2015)
- Umamy (2016)
- Ya...(ya)dovitaya (2017)

### Als NK (Auswahl)
- #etomoyanoch (2017)
- Day mne (2018)
- Trymay (2018)
- LOMALA (2018)
- Peligroso (2018)
- Popa Kak U Kim (2019)
- Peligroso Remix feat. De La Ghetto (2019)
- Obitsau (2019)